# Tribina (rasprava)
Tribina ( iz srlat. tribuna preko fra. tribune) je javna rasprava, diskusija, o nekom problemu na koju je pozvano više govornika.